# Johan Braeckman
Johan Braeckman (Wetteren, 1965) è un filosofo belga fiammingo.
Professore di filosofia presso l'Università di Gand e l'Università di Amsterdam, è editore dell'organizzazione scettica SKEPP e del magazine Wonder en is gheen Wonder. La sua ricerca, condotta insieme a una dozzina di ricercatori di dottorato e postdottorato, si concentra sui problemi filosofici associati alle scienze della vita, in particolare la teoria evolutiva e la neuroscienza.

## Biografia
Braeckman ha studiato filosofia all'Università di Gand e ecologia umana presso la Vrije Universiteit Brussel. Nel 1993-1994 ha studiato storia ambientale ed ecologia umana presso l'Università della California - Santa Barbara. Nel 1997 ha conseguito il dottorato in filosofia presso l'Università di Gand, con una tesi dal titolo L'ordine naturale tra caso e necessità, la benevolenza e l'inimicizia, progettazione e sviluppo: la transizione darwiniana. Il suo supervisore era il professor Etienne Vermeersch, da cui in seguito divenne assistente.
Dal 1998 è professore presso il Dipartimento di Filosofia e Scienze Morali, dell'Università di Gand. Il suo campo è l'antropologia filosofica. La sua ricerca si concentra sui problemi filosofici associati alle scienze della vita, in particolare la teoria dell'evoluzione e la neuroscienza.
Nel 2001 è stato pubblicato il suo libro Darwins moordbekentenis. De ontwikkeling in het denken van Charles Darwin. Oltre agli articoli su riviste specializzate, ha anche pubblicato, come autore, coautore ed editore, libri di bioetica, etica applicata, filosofia ambientale e aspetti culturali delle scienze.
Nel 2003 è stato nominato dal consiglio di amministrazione della fondazione umanista olandese Socrate per cinque anni come professore straordinario di 'Filosofia ed etica nelle scienze della vita dal punto di vista umanistico" presso la Facoltà di Scienze dell'Università di Amsterdam.
Braeckman è anche presidente di De Maakbare Mens vzw, un'organizzazione umanistica che vuole criticamente e con precisione informare il pubblico in merito agli sviluppi medici e biotecnologici, e organizza conferenze e dibattiti per promuovere il dibattito etico e sociale che circonda questi sviluppi. È anche a capo della presidenza del Fondo di Lucien de Coninck, un'associazione che lotta per e nello spirito del defunto professor Lucien de Coninck, biologo e umanistica, per stimolare la ricerca scientifica e filosofica di elevata qualità nelle scienze della vita. È anche editore di Wonder en is gheen wonder, la rivista dell'organizzazione scettica SKEPP.
All'inizio del 2008, il creazionista e specialista di Darwin Johan Braeckman prese l'iniziativa all'Università di Gand per informare meglio il popolo fiammingo del creazionismo e del disegno intelligente.
Nel 2016 Braeckman si è mosso per il programma Canvas La riscoperta del mondo sulle orme della sua più grande fonte d'ispirazione come scienziato, lo psicologo americano Stanley Milgram.
Johan Braeckman ha scritto un saggio unico sull'essere umano come una narrazione, in connessione con il mese della filosofia nell'aprile 2017, un tratto che sembra inestricabilmente legato alla nostra natura.
Braeckman è vegetariano per motivi etici.

## Pubblicazioni

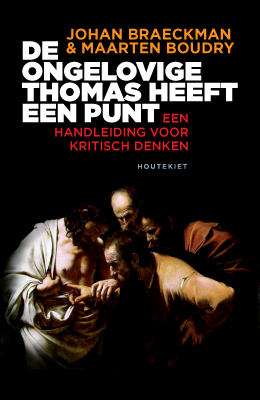
Cover De ongelovige Thomas heeft een punt.

- Copyright - Een bio-ethisch essay - Katrien Devolder & Johan Braeckman - Universitaire Pers Leuven 2001 - ISBN 90-5867-154-2
- Darwins Moordbekentenis - De ontwikkeling van het denken van Charles Darwin - Johan Braeckman - Uitgeverij Nieuwezijds 2001 - ISBN 90-5712-125-5
- Ethiek van DNA tot 9/11 Johan Braeckman, Bert de Reuver en Thomas Vervisch (red.) - Amsterdam University Press 2005 - ISBN 90-5356-753-4
- De rivier van Herakleitos. Een eigenzinnige visie op de wijsbegeerte - Etienne Vermeersch en Johan Braeckman - Houtekiet, 2008.
- Kritisch denken. Hoorcollege over het ontwikkelen van heldere ideeën en argumenten. (audio-cd of MP3) - Johan Braeckman - Home Academy 2011, Nederland - ISBN 9789085300731.
- Goed, beter, best? Over de maakbaarheid van de mens. - Johan Braeckman, Aeneas De Baets, Johan Declercq, Ignaas Devisch, Marjan Joris en Liesbet Lauwereys (red.) - Academia Press 2011 - ISBN 9789038217123.
- Darwin en de evolutietheorie. Een hoorcollege over zijn leven, denken en de gevolgen van zijn werk. (audio-cd of MP3) - Johan Braeckman - Home Academy 2010, Nederland - ISBN 9789085300847.
- The Moral Brain. Essays on the Evolutionary and Neuroscientific Aspects of Morality. - Jan Verplaetse, Jelle De Schrijver, Sven Vanneste en Johan Braeckman (eds). - Springer 2009 - ISBN 9781402062865.
- De ongelovige Thomas heeft een punt. Een handleiding voor kritisch denken van Johan Braeckman en Maarten Boudry verkozen tot 'Liberales-boek van het jaar 2011'. - Houtekiet - ISBN 9789089241887
- Recht maken wat krom is?, Een hoorcollege over bio-ethiek - Johan Braeckman - Home Academy 2015, Nederland - ISBN 9789085301370
- Valkuilen van ons denken, Een hoorcollege over de kracht van kritisch denken - Johan Braeckman - Home Academy 2017, Nederland - ISBN 9789085301691
- Arthur Conan Doyle. Een hoorcollege over zijn leven, werk en zijn creatie Sherlock Holmes - Jean Paul Van Bendegem, Johan Braeckman en Vitalski - Home Academy 2017, Nederland
- Er was eens - over de mens als vertellende aap - Johan Braeckman - Confituur, 2017 - ISBN 9789089245892